# Corynne Charby
Corynne Charby (Corinne Charbit; * 12. Juli 1960 in Paris) ist eine ehemalige französische Schauspielerin und Sängerin.

## Leben und Karriere
Ende der 1970er Jahre arbeitete Charby als Top-Modell und war auf den Titelseiten von Magazinen wie Elle, sowie auf Modeschauen in aller Welt zu sehen.
Für das Männermagazin Lui ließ sie sich 1983 als Aktmodell fotografieren (Titelbild und Faltblatt).
Danach unternahm sie einen ersten Versuch als Schauspielerin. Ihr erster und zugleich der bekannteste Film war 1981 La chèvre – deutscher Titel Ein Tolpatsch kommt selten allein – mit Pierre Richard und Gérard Depardieu, in dem sie eine Nebenrolle spielt und jeweils am Anfang bzw. am Ende kurz zu sehen ist. Der Film ist in Frankreich ein beliebter Klassiker.
Im Jahr 1984 drehte sie mit dem damals noch relativ unbekannten Thierry Lhermitte den Film Ein höllischer Sommer, in dem sie die Rolle des leichten Mädchens spielt. Ihre Schauspielkarriere endete nach diesem Film, ohne dass sie eine wirklich wichtige Rolle gespielt hätte.
Im selben Jahr (1984) nahm Corinne Charbit den phonetisch gleichklingenden – aber auffälligeren – Künstlernamen Corynne Charby an.
Ihre erste Single und gleich ein kleiner Erfolg war À cause de toi.
Einen großen Hit landete sie 1986 mit dem von Christophe geschriebenen Titel Boule de flipper, der in Frankreich heute noch häufig gespielt wird. Übertroffen wurde dieser Erfolg im darauffolgenden Jahr mit Pile ou face, einem Top-5-Hit in Frankreich. Das im selben Jahr erschienene Album Toi floppte, einzig die Auskopplung Pas vu pas pris war noch einmal kleiner Erfolg. Pile ou face wurde 2002 für den musikalischen Film 8 Frauen von Emmanuelle Béart neu aufgenommen.
1987 heiratete Charby den Direktor von Warner, mit dem sie einen Sohn hat. Damit beendete sie ihre künstlerische Karriere und widmete sich nur noch ihrer Familie. Nach ihrer Scheidung heiratete sie erneut. Mit ihrem zweiten Mann hat sie zwei Töchter. Seit Ende der 90er Jahre lebt sie in Los Angeles.

## Diskografie

### Alben
- 1984: Ma génération (Mini-Album)
- 1987: Toi
- 2001: Greatest Hits (Kompilation)
- 2003: Boule de flipper (Kompilation)

### Singles
- 1984: À cause de toi
- 1984: Ma génération
- 1985: J’t’oublie pas
- 1986: Boule de flipper
- 1987: Pile ou face
- 1987: Pas vu pas pris
- 1987: Elle sortait tard le soir
- 1987: Même

## Filmografie
- 1981: Der Hornochse und sein Zugpferd (La chèvre) (Regie Francis Veber; mit Pierre Richard, Gérard Depardieu)
- 1982: Plus beau que moi tu meurs (Regie Philippe Clair; mit Aldo Maccione, Sophie Carle)
- 1983: Rebelote (Regie Jacques Richard; mit Jean-Pierre Léaud, Christophe Bazzini)
- 1984: Ein höllischer Sommer (Un été d’enfer) (Regie Michael Schock; mit Thierry Lhermitte, Véronique Jannot)